# Натуральный окрас
Натура́льный (лат. naturalis, старофр. nature) — тинктура в геральдике. Относится к классу геральдических эмалей.Относится к классу геральдических мехов.  В цветной графике обозначается натуральным или естественным  цветами. Выражает общую идею рассматриваемых цветов, а не конкретизацию их тонов или оттенков. В монохромной графике передается двумя способами: тонированием, в штрихованном чёрно-белом изображении — при условно-предусмотренном символе предполагаемого цвета, или — аббревиатурой рус. нат / нат..  
Термины «натуральный» или натура́льный окрас и натуральное изображение используется для отображения геральдических символов в их природных тонах или естественных цветовых вариациях красок и эмалей. Используется для изображений растений и животных как самого герба, так и щитодержателей, природной основы и/или нашлемников. Термин используется для обозначения объекта и его цветовой вариации, а не эмали щита или герба.

## Получение
Натуральные цвета получают при смешивании пигментов и красок на водяной, масляной, смоляной и/или грунтовой основе, в комбинации которых получают нужный натуральный природный оттенок в создаваемом изображении. Трудно получить натуральные цвета в витражах, фресках и скульптурах без дополнительного окрашивания или глазурирования. В российской геральдике мех горностая намёта гербов в основном изображается натурально.

## Особенности
Первоначально геральдические фигуры и символы разделялись на геометрические изразцы и узорные линии с использованием ограниченного числа геральдических фигур, среди которых встречались естественно существующие и мифические, а возможно и легендарные, животные. Количество цветов в щите было ограниченным и обуславливалось наличием естественных материалов и краски, к которым относилось: металлическое золото и серебро, украшающие рукояти и клинки холодного колюще-режущего оружия, украшения из мехов животных и основных эмалей (краски) лазурного или синего, зелёного, красного, чёрного цветов и их смесей впоследующем. С развитием общества и делением его по социальным иерархическим признакам, и соответственно этому — знатности и богатству, — отдельные его представители желали выделиться и условными символами семьи, рода и/или власти: создавались знаки отличия. Гербы становились более сложными. В структуре рисованного герба начали использоваться натуральные цветовые гаммы в изображении людей, а также животных (львов, медведей, леопардов, лошадей и т. д.) и растений, кроме включённого ранее боевого оружия или орудий и простых символов индивидуального и наследственно-потомственного труда и профессионализма. Так в геральдике получили отражение телесные, оранжевые и коричневые тона дополнительных цветов. Пурпурный и алый, по сути своей, не является часто встречающимися натуральными геральдическими цветами, однако они стали использоваться как самостоятельные и естественные. Именно в связи с непосредственным и тесным контактом с природой, человек стал отражать в своей геральдической символике естественные цвета и оттенки виденного и привычного.

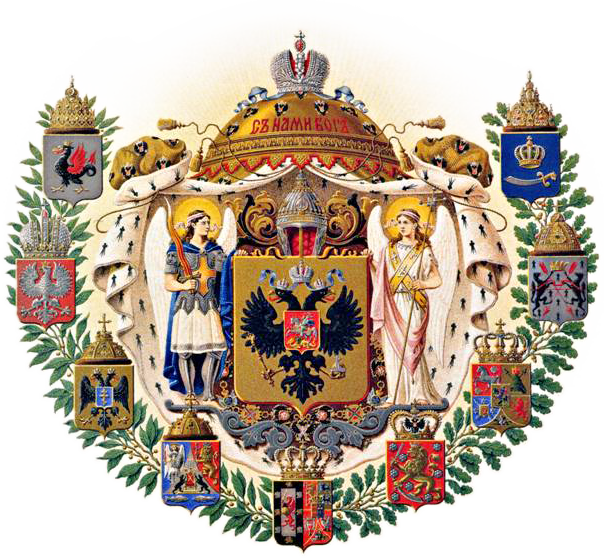
Средний герб Российской империи (1882–1917)
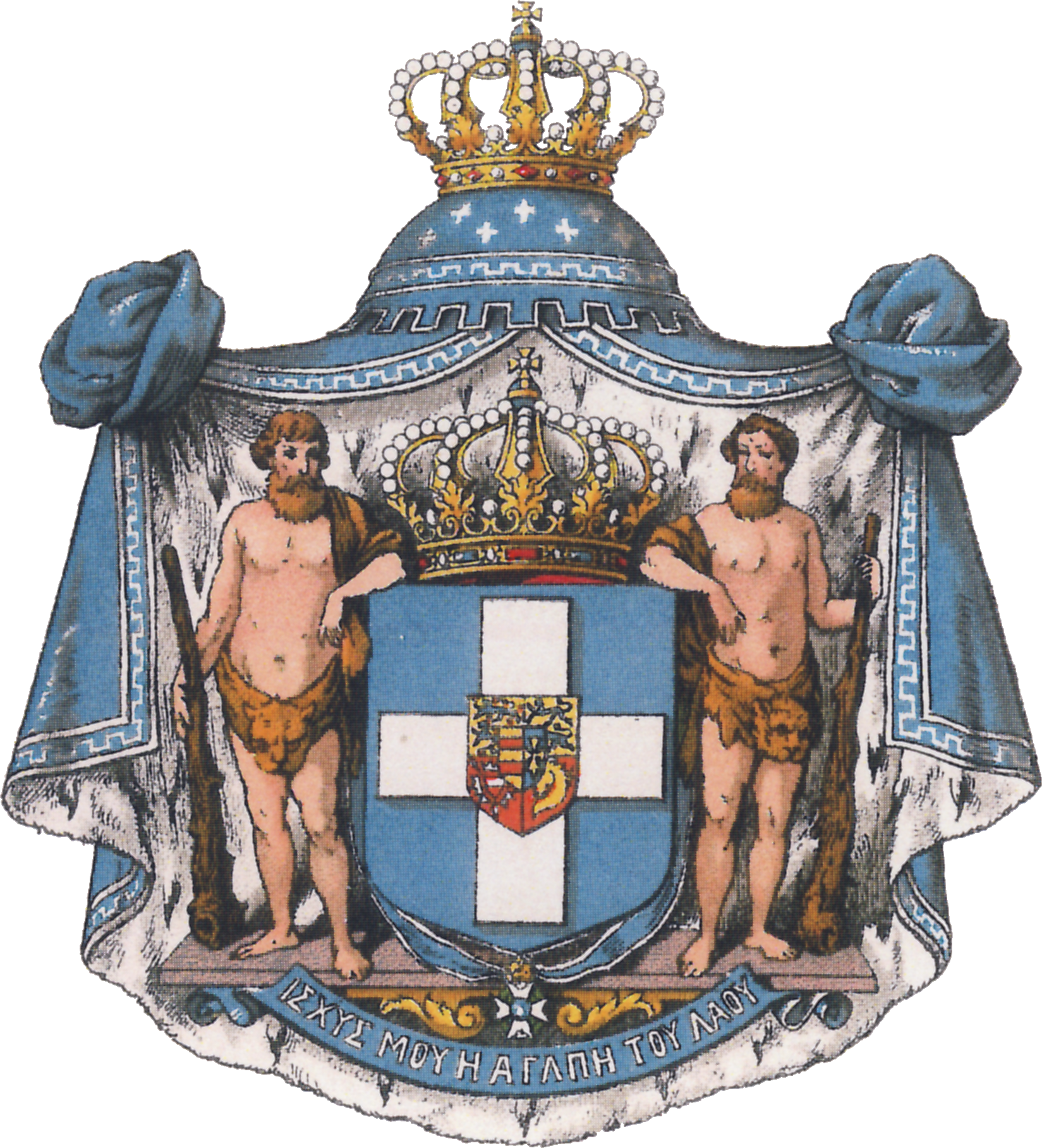
Королевский герб Греции (1863–1936)
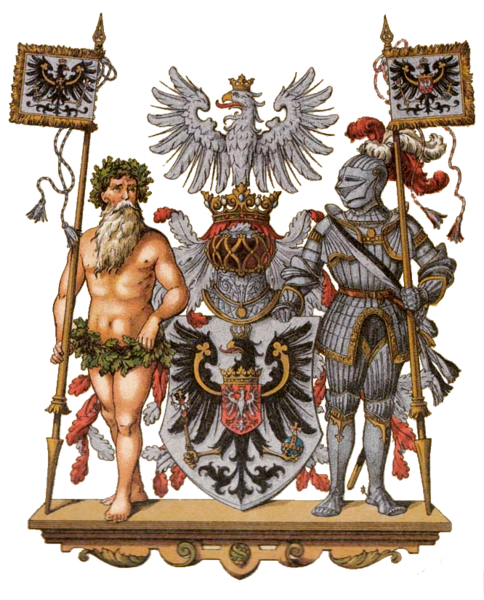
Герб великого герцогства и княжества Познанского.
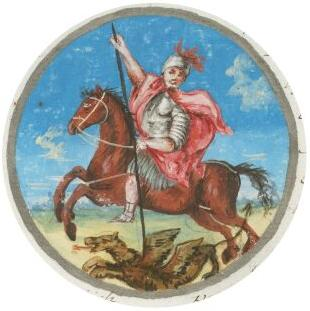
Герб города Мариямполе (1792)
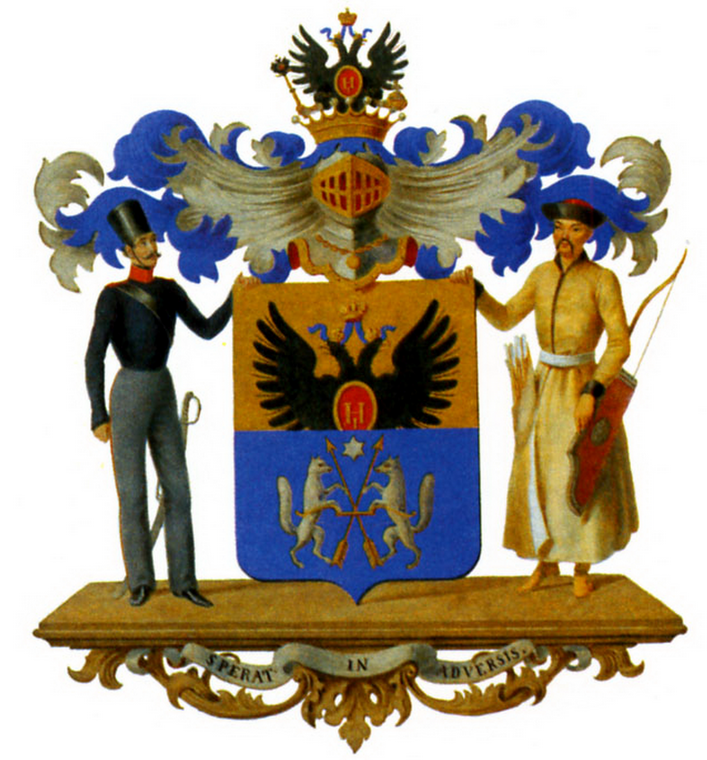
Герб Сперанских.
Герб Колонии Оранжевой реки (1902)